# Cryptopipo
Genre
Cryptopipo est un genre monotypique de passereaux de la famille des Pipridae.

## Liste des espèces
Selon la classification de référence du Congrès ornithologique international (version 6.4, 2016) :
- Cryptopipo holochlora (Sclater, PL, 1888)
  - Cryptopipo holochlora holochlora (Sclater, PL, 1888)
  - Cryptopipo holochlora litae (Hellmayr, 1906)
  - Cryptopipo holochlora suffusa (Griscom, 1932)
  - Cryptopipo holochlora viridior (Chapman, 1924)